# Santigron (Wanica)
Santigron is een dorp aan de Saramaccarivier in Wanica, Suriname. In het dorp wonen marrons van verschillende marrongroepen. Het heeft rond de 500 inwoners. Nabij liggen stroomopwaarts de dorpen Haarlem en Pikien Maisie.

## Geschiedenis

### 19e eeuw
De geschiedenis van het plaatsje is er een van mondelinge overlevering. Het dorp werd in het midden van de 19e eeuw gesticht door de Saramaccaan Jajasie Adoemakeë. Hij kwam uit het Boven-Surinamegebied naar het kustgebied om werk te vinden. Hij werd opzichter bij een houtplantage en houtzagerij aan de Saramaccarivier, waarschijnlijk Wilhelmina Catharina Frederica, in Sranantongo Santigron genaamd. In de loop der jaren liet hij familieleden en bekenden overkomen. In 1861, aan de vooravond van de emancipatie, overleed de plantage-eigenaar, of -administrateur. Hoe dan ook, naar zijn zeggen kreeg Adoemakeë daarna de grond in bezit. De akte hiervan zou verloren zijn gegaan.

### 20e eeuw
Santigron groeide uit tot een dorp met bewoners van verschillende marrongroepen. In de jaren zeventig van de 20e eeuw volgde een leegloop naar de stad (Paramaribo). Het marrondorp werd in 1973 samen met het naburige Haarlem onder het gezag van granman Alfred Johannes Abonné van de Matawai gebracht. Hij sloot dit akkoord met granman Agbago Aboikoni van de Saramaccaners.

### 21e eeuw
In de tweede helft van de jaren 2010 werd in onder meer Santigron een pilotproject gestart om de teelt van rijst in het gebied te verbeteren. De methode werd samen met de Stichting Ecosysteem 2000 ontwikkeld.
Nabij Santigron ligt Suricom Park, waaraan sinds 2004 wordt gebouwd. In 2014 werd er al over gesproken dat dit park moest uitgroeien tot een groene stad. Onder protest van de inheemse bewoners van Pikin Poika, die deze omgeving tot hun leefomgeving rekenen, en de Organisatie Samenwerkende Inheemse Dorpen in Para en Wanica (OSIP) wees president Desi Bouterse in 2017 bij elkaar 50 hectare toe aan Suricom Park voor de vestiging van wakamangs (landlopers). Van inheemsen is vaker grondgebied afgepakt voor nieuwbouw.
In 2019 werden de grenzen tussen Santigron en verschillende dorpen in de omgeving vastgelegd.